# Tatra-Bahnhof Zakopane
Der Tatra-Bahnhof (poln. Dworzec Tatrzański) wurde im 1880 im Zentrum von Zakopane von der Tatra-Gesellschaft an der Flaniermeile Krupówki in unmittelbarer Nähe des Tatra-Museums und des Touristenhauses im Zakopane-Stil erbaut. 
Anders als der Name vermuten lässt, war das heute denkmalgeschützte Gebäude nicht als Bahnhof, sondern als Sitz der Tatra-Gesellschaft und Kulturzentrum konzipiert. Der Bahnhof Zakopane befindet sich in einem anderen Stadtteil. 
Den Bau regte Walery Eljasz-Radzikowski 1874 an. Ab 1881 befand sich hier der Sitz der Tatra-Gesellschaft sowie ein Kulturzentrum mit Theater und Kunstausstellungen. Es traten hier Mieczysław Karłowicz, Helena Modrzejewska, Ignacy Jan Paderewski und Henryk Sienkiewicz auf. Während einer Millenniumsfeier im Januar 1900 brannte der Tatra-Bahnhof ab und wurde 1902 aus Stein wieder aufgebaut. Die Tatra-Bergwacht wurde 1908 in dem Tatra-Bahnhof gegründet, wo sie ihren Sitz nahm. Nach dem Zweiten Weltkrieg übernahm das PTTK den Tatra-Bahnhof. Nach einem Brand 1992 wurde das Gebäude renoviert. Heute befindet sich im Tatra-Bahnhof der Sitz der PTTK Zakopane und ein Club.